# Freycinetia lombokensis
Freycinetia lombokensis är en enhjärtbladig växtart som beskrevs av Markgr. Freycinetia lombokensis ingår i släktet Freycinetia och familjen Pandanaceae. Inga underarter finns listade.